# Mordehai Milgrom

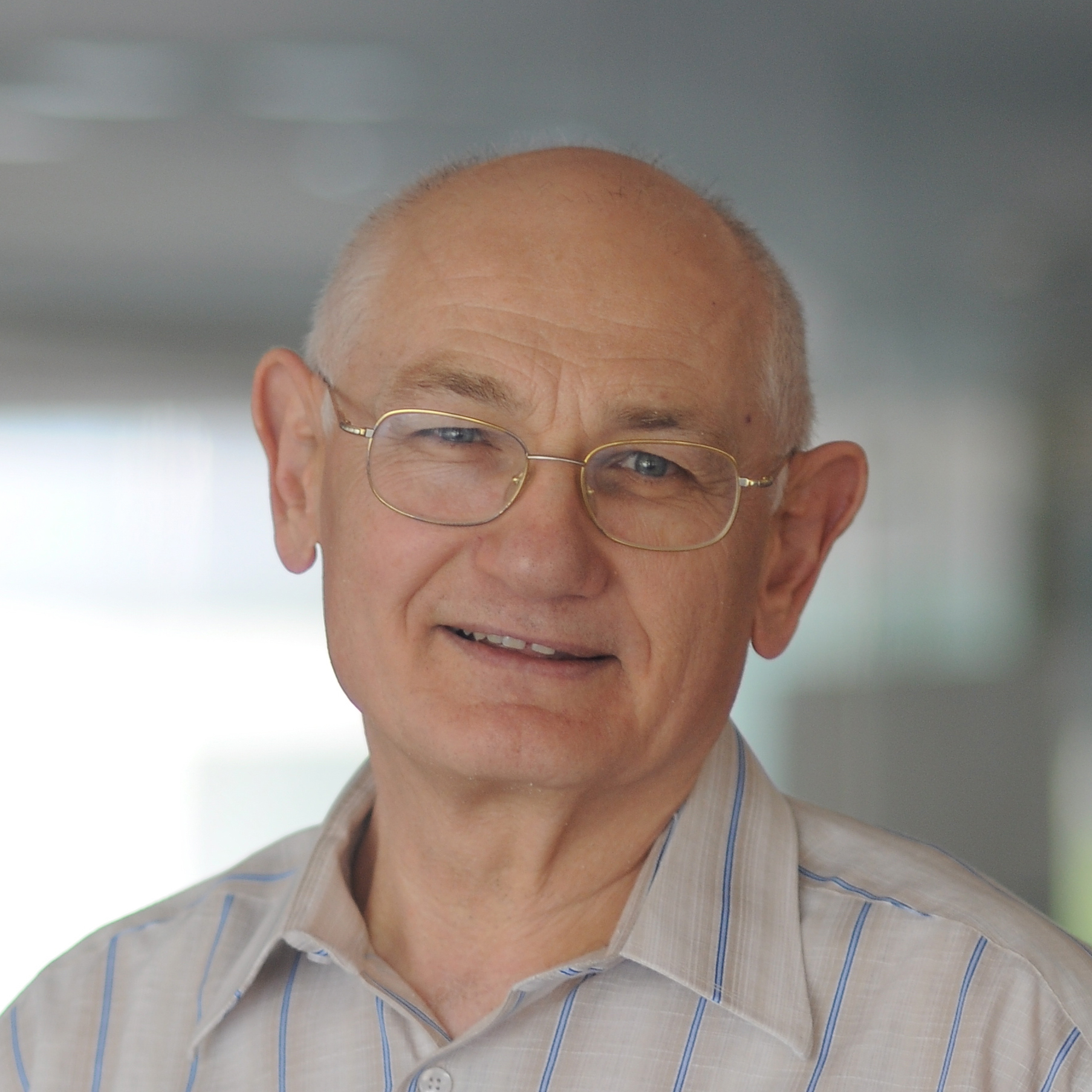
Mordehai Milgrom

Mordehai Milgrom (* 1946 in Iași, Rumänien) ist ein israelischer Physiker und Professor im Fachbereich Physik der kondensierten Materie am Weizmann-Institut für Wissenschaften in Rehovot.
Milgrom studierte an der Hebräischen Universität Jerusalem Physik (Abschluss: 1966) und wurde mit einer Dissertation über Teilchenphysik 1972 am Weizmann-Institut promoviert. Als Postdoc an der Cornell University begann er sich mit Astrophysik zu beschäftigen, zunächst mit Hochenergie-Astrophysik und später dann mit der Dynamik von Galaxien.
Um die von den Newtonschen und Einsteinschen Vorhersagen abweichenden Rotationskurven der Galaxien zu erklären, schlug er 1983 die Modifizierte Newtonsche Dynamik, kurz MOND genannt vor, deren bekanntester Vertreter er bis heute ist. Sie wird auch oft als Milgrom-Theorie bezeichnet und stellt eine Alternative zu der vorherrschenden, auf dunkler Materie beruhenden Erklärung dar.